# Mirt Komel

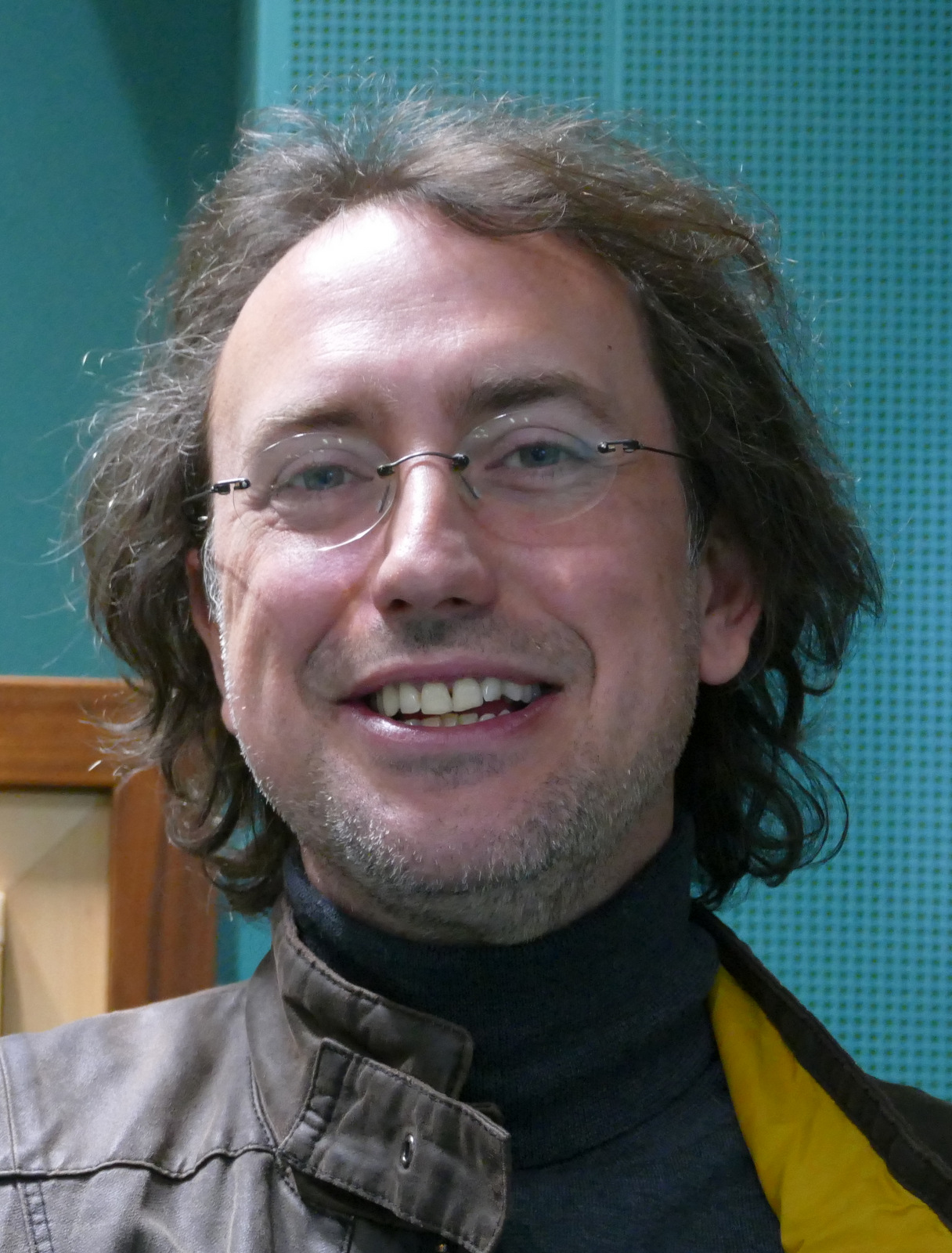
Mirt Komel, 2024

Mirt Komel (* 21. August 1980 in Šempeter pri Gorici, SFRJ) ist ein slowenischer Philosoph, Soziologe, Hochschullehrer und Schriftsteller.

## Leben und Werk
Nach dem Abitur in Nova Gorica studierte Komel Soziologie an der Fakultät für Gesellschaftswissenschaften der Universität Ljubljana. Danach absolvierte er ebenfalls in Ljubljana ein Doktoratsstudium der Philosophie an der Philosophischen Fakultät, das er 2010 abschloss.
Komel ist Assistenzprofessor am Lehrstuhl für Kulturwissenschaften der Fakultät für Gesellschaftswissenschaften der Universität Ljubljana und Mitbegründer der Hegel-Gesellschaft Aufhebung. Sein philosophischer Forschungsschwerpunkt liegt auf Hegelianismus und Marxismus. Er ist Autor und Herausgeber mehrerer wissenschaftlicher und essayistischer Publikationen.
Neben seiner wissenschaftlichen und philosophischen Tätigkeit ist Mirt Komel auch als Schriftsteller aktiv. Er trat in der Vergangenheit zwar auch als Autor von Dramen und Lyrik in Erscheinung, ist der slowenischen Literaturöffentlichkeit jedoch vor allem als Prosaautor bekannt. Sein Debütwerk Pianistov dotik (2015, dt. Übersetzung Goldman oder der Klang der Welt, 2019) handelt vom Schicksal des Pianisten Gabrijel Goldman, das an die Lebensgeschichte von Glenn Gould angelehnt ist. Anschließend verfasste Komel mit Medsočje (2018) und Detektiv Dante (2021) zwei Kriminalromane. Mit Pianistov dotik und Medsočje schaffte es Komel 2016 und 2019 jeweils auf die Shortlist des Kresnik-Preises für den besten slowenischen Roman des Jahres. 2021 veröffentlichte er zudem den Essayband Predavanja o literaturi („Vorlesungen über Literatur“), in dem er über die Verbindung von Literatur und Philosophie schreibt.

## Publikationen

### Monographien
- Poskus nekega dotika. Ljubljana: Kiosk, Založba FDV, 2008.
- Diskurz in nasilje. Ljubljana: Analecta, Društvo za teoretsko psihoanalizo, 2012.
- Twin Peaks in postmodernizem. Ljubljana: Kinoteka, 2012.
- Sokratski dotiki. Ljubljana: Skodelica kave, Založba FDV, 2015.
- Predavanja o literaturi. Ljubljana: Skodelica kave, Založba FDV, 2021.

### Essayistik
- Sarajevski dnevnik. Ljubljana: Študentska založba, 2009.
- Kahirske kaheksije. Ljubljana: Kultipraktik, 2011.

### Prosa
- Pianistov dotik. Novo Mesto: Goga, 2015.
  - dt. Übersetzung: Goldman oder der Klang der Welt. Übersetzt von Sebastian Walcher. Wien: Hollitzer Verlag, 2019.
- Medsočje. Novo Mesto: Goga, 2018.
- Detektiv Dante. Novo Mesto: Goga, 2021.

### Dramatik
- Mes(t)ne drame. Nova Gorica: Ma-No, 2006.
- Luciferjev padec. Nova Gorica: Ma-No, 2008.